# Pallamano al XII Festival olimpico estivo della gioventù europea
Le competizioni di pallamano al XII Festival olimpico estivo della gioventù europea si sono svolte dal 15 al 19 luglio 2013 a Utrecht, nei Paesi Bassi

## Podi

### Ragazzi
| Evento          | Oro      | Argento  | Bronzo |
| Torneo maschile | Slovenia | Norvegia | Svezia |

### Ragazze
| Evento           | Oro       | Argento | Bronzo   |
| Torneo femminile | Danimarca | Russia  | Germania |